# Daniel Sturridge
Daniel Andre Sturridge, född 1 september 1989 i Birmingham, är en engelsk fotbollsspelare (anfallare).

## Karriär
Sturridge inledde sin karriär i Birmingham-klubben Aston Villa och gick med i Coventrys fotbollsskola som tolvåring, där han stannade i bara 14 månader innan han bytte till Manchester City 2003. Manchester-klubben dömdes att betala 30 000 pund i ersättning till Coventry, en summa som skulle öka om han spelade matcher i klubbens A-lag och landslaget. Han gjorde sju mål för Manchester City under FA Youth Cup 2006 då laget tog sig till final men där förlorade mot Liverpool. Sommaren 2006 skrev han på sitt första proffskontrakt, och debuterade i Premier League säsongen 2006-2007. Den 27 mars 2007 samma år gjorde Sturridge två mål för U18-landslaget mot Nederländerna på Huish Park i Yeovil.
Den 3 juli 2009 skrev Sturridge på ett treårskontrakt med Chelsea då hans kontrakt med City hade gått ut. Eftersom han var under 24 år gammal och hade tackat nej till Manchester Citys kontraktsförlag skulle en tribunal bestämma en övergångssumma. Premier League offentliggjorde den 14 januari 2010 att man hade bestämt övergångssumman till 3,5 miljoner pund men summan kan öka med 3 miljoner beroende på antalet matcher Sturridge spelar i Chelsea och landslaget. Manchester City fick även 15 % av övergångssumman när Chelsea sålde spelaren.
I januari 2011 lånades Sturridge ut till Bolton Wanderers.
Den 2 januari 2013 skrev Sturridge på ett långtidskontrakt med Liverpool och gjorde sin debut i Liverpool tröjan mot Mansfield i FA-cupen där han gjorde mål redan i 7:e minuten. Sturridge är den spelare som gjort 20 mål på kortast tid i Liverpools historia, det tog endast 26 matcher för engelsmannen. 
Den 12 maj 2014 blev Sturridge uttagen i Englands trupp till fotbolls-VM 2014 av förbundskaptenen Roy Hodgson.